# 永井順裕
永井 順裕（ながい まさひろ、1933年（昭和8年）11月11日 - 2025年7月27日）は、日本の政治家。元長野県須坂市長。

## 来歴
現在の須坂市出身。長野県須坂農業高等学校（長野県須坂創成高等学校）卒業。衣料品販売会社の役員から、平成4年（1992年）須坂市長選挙に当選し、3期務めた。同18年（2006年）旭日小綬章受章。